# Val Demone
De Val Demone was een historische provincie in het noordoosten van Sicilië. De naam gaat terug op de stad Demenna die volgens de kroniek van Monemvasia door kolonisten uit de Peloponnesos gesticht werd. De locatie van deze stad is niet bekend. 
Het begrip val gaat niet terug op het Italiaanse woord valle (dal), maar op het het woord vallo, waarmee ten tijde van het Arabische Emiraat Sicilië een provincie werd bedoeld. In de Arabische tijd was Sicilië verdeeld in drie provincies: Val di Mazara, Val Demone en Val di Noto. Deze provincie-indeling bleef bestaan tot 1812, toen Sicilië in 23 districten werd verdeeld.
De Val Demone was met een oppervlakte van ongeveer 5.000 km² de kleinste van de drie Valli. Het gebied van de Val Demone komt ongeveer overeen met de huidige provincie Messina en het noordelijke deel van de provincie Catania.
De Normandische verovering van Sicilië tussen 1061 en 1091 begon in de Val Demone. Troina werd door Rogier I tot residentie verkozen en werd de zetel van een bisschop. Deze provincie bestond vroeger voor een groot deel uit Griekssprekenden. Tegenwoordig wonen er nog mensen in het gebied met achternamen met een Griekse oorsprong. 
In 1812 werd de provincie afgeschaft; in 1817 kwamen er nieuwe provincies op Sicilië.